# ماري أسعد
ماري باسيلي أسعد هي عالمة أنثربولوجيا بالجامعة الأمريكية سابقًا وناشطة وهي من أهم المناهضات لختان الإناث. وُلدت في 16 أكتوبر عام 1922 بحي الفجالة بالقاهرة. تخرجت في الجامعة الأمريكية بالقاهرة، حازت على رسالة الماجستير في علم الاجتماع والإنسان، كما نالت منحة دبلوم في إنجلترا في مجال تنظيم الأسرة من منظمة الصحة العالمية، بالإضافة لانتدابها مفوضة في اللجنة الطبية المسيحية بالمجلس العالمي للكنائس نظرا لنشاطها المحلوظ وعملها علي ختان الإناث وصحة المرأة. وهي من أوائل العلماء المجتمعيين الذين كتبوا عن موضوع ختان الإناث وساهمت بجهودها الطوعية الرائدة في العمل التطوعي داخل أطر المجتمع المصري الكبير، وفي وسط الكنيسة الأرثوذكسية المصرية. بدأت أبحاثها عن ختان الإناث في الخمسينيات من القرن الماضي وكانت أول من ركزت أبحاثها على مصر وشمال أفريقيا. وقد استطاعت التأثير علي سياسات المجتمع وتوجهاته لصالح قضايا المرأة والتنمية والمستضعفين في الجنوب أو العالم الثالث كما كان يطلق عليه آنذاك، وكان عطاؤها الوافر والوطني والإنساني لصالح المرأة المصرية، موضوعاً لرسائل علمية نشرت باللغة الإنجليزية. و هي أول امرأة تتولى منصب أمين عام مساعد الأمانة العامة لمجلس الكنائس العالمي سابقًا.

## مساهماتها
اشتركت في تدشين المؤتمر الدولي للتنمية والسكان مع نهاد طوبية وعزيزة حسين وعفاف جاد الله وداليا الطايب، ومركز لتوثيق الأبحاث والمعلومات الخاصة بالختان، والعمل مع مشايخ وأنباوات في المكافحة. وقاموا كذلك بمخاطبة الرجال والشباب عن الزواج المبكر للأخذ بآرائهم.
عام 1979، نشرت أبحاثها في مصر عن الآثار السلبية لختان الإناث. ويؤول إليها الفضل في لفت نظر الحكومة المصرية إلى هذه الظاهرة لتجريمها لختان الإناث. وأسست العديد من البرامج مع السيدات في مصر لإلقاء الضوء على هذه العادة الضارة وللتوقف عن ممارستها بالمشاركة مع الهيئة المصرية لحماية البيئة. وقد عملت لسنوات عديدة في مساعدة جامعي القمامة القاطنين في منطقة قرية الزبالين، من حيث توفير الخدمات الصحية لهم والتعليم لأبناءهم.
كما قامت بعمل دعوة شاملة إلى الجمعيات والمنظمات الأهلية من أجل بحث قضايا صحة المرأة وختان الإناث، وأسسوا لجنة تنمية وصحة لتقديم مساعدات طبية وصحية إلى سيدات وفتيات في حي المقطم، والقيام بزيارات من قبل عاملين بالصحة حيث قاموا بعمل مبادرة لتشجيع إعادة التدوير والذي أثمر عن تشغيل مئة فتاة كما افتتحوا حضانة ونادياً للأطفال ومخيماً صيفياً يضم تعليم الحرف وقراءة القصص وتعليم الأغاني في الحي؛ وعملت على جلب كورس لتدريبهم على أغاني سيد درويش.

## أسرتها
هي والدة الدكتور راجي أسعد المدير الإقليمي لمنطقة غرب آسيا وشمال أفريقيا في المجلس السكاني، وأستاذ مساعد في التخطيط والشؤون العامة في معهد هوبرت هامفري للشؤون العامة في جامعة مينيسوتا بالولايات المتحدة الأمريكية.